# Neogastromyzon pauciradiatus
Neogastromyzon pauciradiatus är en fiskart som först beskrevs av Robert F. Inger och Chin, 1961.  Neogastromyzon pauciradiatus ingår i släktet Neogastromyzon och familjen grönlingsfiskar. Inga underarter finns listade i Catalogue of Life.